# UCI Africa Tour 2008
L'UCI Africa Tour 2008 fu la quarta edizione dell'UCI Africa Tour, uno dei cinque circuiti continentali di ciclismo dell'Unione Ciclistica Internazionale. Era composto inizialmente da ventisei corse, poi ridotte a ventitré effettive, che svolsero tra ottobre 2007 e settembre 2008 in Africa.

## Calendario

### Ottobre 2007
| Data | Prova                   | Cat. | Vincitore          | Squadra            |
| ---- | ----------------------- | ---- | ------------------ | ------------------ |
| 5-7  | Grand Prix Chantal Biya | 2.2  | Peter van Agtmaal  | Team CCN Sportwear |
| 26-4 | Tour du Faso            | 2.2  | Adil Jelloul       | Marocco            |
| 29-4 | Tour des Aéroports      | 2.2  | Mohammed Ali Ahmed | Libia              |

### Novembre 2007
| Data | Prova                        | Cat. | Vincitore      | Squadra   |
| ---- | ---------------------------- | ---- | -------------- | --------- |
| 9    | Campionati africani-Crono    | CC   | Nicholas White | Sudafrica |
| 11   | Campionati africani-In linea | CC   | Nicholas White | Sudafrica |

### Gennaio
| Data  | Prova                     | Cat. | Vincitore    | Squadra            |
| ----- | ------------------------- | ---- | ------------ | ------------------ |
| 16-20 | La Tropicale Amissa Bongo | 2.1  | Lilian Jégou | Française des Jeux |

### Febbraio
| Data  | Prova                         | Cat. | Vincitore            | Squadra   |
| ----- | ----------------------------- | ---- | -------------------- | --------- |
| 2     | Worlds View Challenge 1       | 1.1  | Manuel Quinziato     | Liquigas  |
| 3     | Worlds View Challenge 2       | 1.1  | Leonardo Bertagnolli | Liquigas  |
| 4     | Worlds View Challenge 3       | 1.1  | Robert Hunter        | Sudafrica |
| 6     | Worlds View Challenge 4       | 1.1  | Robert Hunter        | Sudafrica |
| 7     | Worlds View Challenge 5       | 1.1  | Manuel Quinziato     | Liquigas  |
| 11-17 | Tour d'Égypte                 | 2.2  | Jay Robert Thomson   | Team MTN  |
| 19    | Grand Prix de Sharm el-Sheikh | 1.2  | Amr Mahmoud          | Egitto    |

### Marzo
| Data  | Prova                         | Cat. | Vincitore             | Squadra          |
| ----- | ----------------------------- | ---- | --------------------- | ---------------- |
| 4-8   | Giro del Capo (2008)          | 2.2  | Christian Pfannberger | Team Barloworld  |
| 6-12  | Tour Ivoirien de la Paix      | 2.1  | Rony Martias          | Bouygues Telecom |
| 15-21 | Tour de Libye                 | 2.2  | Omar Hasanein         | Doha Team        |
| 16-21 | Tour d'Afrique du Sud         | 2.2  | Annullata             |                  |
| 28-6  | Tour du Cameroun              | 2.2  | Joseph Sanda          | SNH Velo Club    |
| 30-5  | Tour de la Pharmacie Centrale | 2.2  | Thomas Nauzaret       | Francia          |

### Aprile
| Data | Prova                           | Cat. | Vincitore      | Squadra |
| ---- | ------------------------------- | ---- | -------------- | ------- |
| 7    | Grand Prix de la Ville de Tunis | 1.2  | Ezzeddine Agab |         |
| 8    | Grand Prix Banque de l'Habitat  | 1.2  | Ezzeddine Agab |         |
| 28-4 | Tour de Tunisie                 | 2.2  | Annullata      |         |

### Maggio
| Data  | Prova           | Cat. | Vincitore          | Squadra      |
| ----- | --------------- | ---- | ------------------ | ------------ |
| 12-18 | Boucle du Coton | 2.2  | Gueswendé Sawadogo | Burkina Faso |
| 30-8  | Tour du Maroc   | 2.2  | Aleksej Šebelin    | Cinelli-OPD  |

### Agosto
| Data | Prova            | Cat. | Vincitore | Squadra |
| ---- | ---------------- | ---- | --------- | ------- |
| 30-6 | Tour de l'Angola | 2.2  | Annullata |         |

### Settembre
| Data | Prova                                    | Cat. | Vincitore     | Squadra |
| ---- | ---------------------------------------- | ---- | ------------- | ------- |
| 14   | Powerade Dome 2 Dome Cycling Spectacular | 1.2  | Nolan Hoffman | Neotel  |

## Classifiche
Risultati finali.
| Pos. | Corridore             | Squadra        | Punti |
| ---- | --------------------- | -------------- | ----- |
| 1    | Nicholas White        | MTN            | 241   |
| 2    | Jay Robert Thomson    | MTN            | 184   |
| 3    | Robert Hunter         | Barloworld     | 165   |
| 4    | Hassen Ben Nasser     |                | 132   |
| 4    | Christoff van Heerden | Konica Minolta | 132   |
| 6    | Adil Jelloul          |                | 128   |
| 7    | Ezzedine Agab         |                | 118   |
| 8    | Malcolm Lange         | MTN            | 108   |
| 9    | Ian McLeod            | MTN            | 106   |
| 10   | Christian Pfannberger | Barloworld     | 103   |

| Pos. | Squadra              | Punti |
| ---- | -------------------- | ----- |
| 1    | Team MTN             | 885   |
| 2    | Team Barloworld      | 409   |
| 3    | Team Neotel          | 282   |
| 4    | Doha Team            | 227   |
| 5    | Team Konica Minolta  | 150   |
| 6    | Dukla Trenčín Merida | 133   |
| 7    | Cinelli-OPD          | 103   |
| 8    | Bretagne-Armor Lux   | 116   |
| 9    | House of Paint       | 94    |
| 10   | LPR Brakes-Ballan    | 82    |

| Pos. | Nazione      | Punti |
| ---- | ------------ | ----- |
| 1    | Sudafrica    | 1459  |
| 2    | Tunisia      | 512   |
| 3    | Algeria      | 404   |
| 4    | Marocco      | 343   |
| 5    | Burkina Faso | 330   |
| 6    | Namibia      | 225   |
| 7    | Camerun      | 209   |
| 8    | Libia        | 143   |
| 9    | Lesotho      | 137   |
| 10   | Mauritius    | 130   |